# FN ブローニング・ハイパワー
FN ブローニング・ハイパワー（英: FN Browning Hi-Power）は、ベルギーのFNハースタル社製の自動拳銃である。

## 特徴
正式名称は「ピストール・オートマティーク・ブローニング・モデル・ア・グラン・ビザンス（ブローニング・オートマティック・ピストル・モデル・ハイパワー）」であり、アメリカの銃器設計者であるジョン・M・ブローニングが1926年に死去する前に、次期制式拳銃を求めたフランス軍の要求を受けて、FN社より依頼を受け、設計した最後の作品である。ブローニングの他界後、FN社のデュードネ・ヨセフ・サイーブ（FN FALの設計者）が、当時コルト・ファイヤーアームズ社が保有していた構造が同様のM1911の構造パテントが失効した1931年を期に改良し、1934年に完成した。
量産された実用拳銃として初めて複列弾倉（シングルフィード・ダブルカラムマガジン）を採用した拳銃で、当時このようなマガジンは軽機関銃・短機関銃・拳銃では、トリガー前に弾倉を持つモーゼルC96以外にはほとんどなく、その装弾数の多さから「ハイパワー（高火力）」と名づけられた。前述のM1911やブローニングM2をはじめ、数々の傑作銃を設計したブローニングの技術の集大成ともいえる自動拳銃である。
複列弾倉を採用しているが、トリガーバーをスライド側に収めた事で、ハイパワー以後に設計された複列弾倉の拳銃に比べればグリップ（グリップパネルはウォールナット製）は細く、握りやすい形状となっている。リングハンマー、初期のM1911の様な小さなリアサイト、半円形のフロントサイトを備える。セーフティは右手親指で操作するサムセーフティ、マガジンが挿入されていなければコックしたハンマーが起立しないマガジンセーフティである。材質はブルーイング仕上げのスチール製である。
設計は非常にシンプルで部品点数も少なく合理的な設計であり、カム溝を用いた改良ブローニング式のショートリコイル機構は、以降に製品化された多くの自動拳銃で模倣されている。
高い信頼性と実用性から世界50か国以上の軍隊・警察で制式採用され、ドイツ軍用であった9x19mmパラベラム弾が世界の軍用拳銃の標準的な弾種となる一因となった。軍用拳銃にダブルアクションやポリマーフレームが広く採用される現在でも一定の需要を保っている。
また、日本の海上保安庁でも一時使用されていた。
FEG社、ARCUS社などの多数の会社がハイパワーのコピー商品を販売している。
| ·        | Template‐ノート:同規模フリゲートに、このページに関する疑問があります。（2025年5月） 疑問の要約：テンプレート名と選択基準の妥当性 |                             |                                                   |                                                   |                                                   |                                                   |                           |                           |          |
|          | M1911 | BHP                         | P220                                              | Cz75                                              | 92F                                               | P226                                              | グロック17                | SFP9                      | MP-443   |
| 画像     | |                             |                                                   |                                                   |                                                   |                                                   |                           |                           |          |
| 口径     | .45 | 9mm                         | 9mm .45 等                                        | 9mm                                               | 9mm                                               | 9mm                                               | 9mm                       | 9mm                       | 9mm      |
| 装弾数   | 7発 | 13発                        | 9発                                               | 15発                                              | 15発                                              | 15発                                              | 17発                      | 15-20発                   | 18発     |
| 銃身長   | 127 mm | 118 mm                      | 112 mm                                            | 120 mm                                            | 125 mm                                            | 112 mm                                            | 114 mm                    | 104 mm                    | 112.5 mm |
| 全長     | 216 mm | 200 mm                      | 198 mm                                            | 206 mm                                            | 217 mm                                            | 196 mm                                            | 186 mm                    | 187 mm                    | 198 mm   |
| 重量     | 1,130 g | 810 g                       | 830 g                                             | 1,000 g                                           | 970 g                                             | 964 g                                             | 703 g                     | 753 g                     | 950 g    |
| 作動方式 | 反動利用 シングルアクション | 反動利用 シングルアクション | 反動利用 シングルアクションおよびダブルアクション | 反動利用 シングルアクションおよびダブルアクション | 反動利用 シングルアクションおよびダブルアクション | 反動利用 シングルアクションおよびダブルアクション | 反動利用 ダブルアクション | 反動利用 ダブルアクション | 反動利用 |

## 派生型

### ハイパワー・ミリタリーモデル
ベルギー軍に納入されたモデルで、サイトはリアサイト前方にタンジェントサイトを備え、フロントサイトはダブテイルとなっており、グリップ後部にはホルスターを兼ねる木製ショルダーストックを装着することも可能。当初、1000挺が同軍に納入され、フィールドテストが実施された。この際、エジェクションポートが楕円形から長方形に変更され、1935年にM1935として、制式採用となり、10000挺が発注された。

### ハイパワーDA
作動方式がシングルアクションオンリーのため、スライドを引いてハンマーをコッキングしておかなければ初弾を撃てないブローニング・ハイパワーを近代化するべく、ダブルアクション機構を採用し、1983年に発表された自動拳銃。機種名に追加された「DA」は、 "Double Action" の略である。フィンランド国防軍に制式採用された。
外見のデザインはブローニング・ハイパワーに似ているが内部機構は異なっており、左右両側から操作できるアンビセーフティー、撃発位置にある撃鉄を安全にリリースできるデコッカー、インターナルセーフティーなどを備えている。しかし、ダブルアクショントリガー自体の操作性が悪く、FN社がベレッタ社と販売提携をした事もあり、1987年に一時的に製造を中止したが、1990年の提携解消によって生産が再開された。しかし、当時の市場にはすでにベレッタ 92やSIG SAUER P220など強力なライバルが存在していたこともあり、やがて生産中止に追い込まれた。
バリエーションとしては、短縮化を図ったコンパクトモデル、警察用として製造されたダブルアクションオンリーモデル、トリガープルの軽い変則ダブルアクション機構を持つファストアクションモデルがある（開発中止）。

### ハイパワーMk.II
1982年から1988年にかけて短期間製造されていたモデル。スライドトップにリブが追加され、グリップは大型のサムレストが左右に備えられたプラスチックグリップとなった。ハイパワーDA同様のアンビ仕様のセーフティを備える。

### ハイパワーMk.III
1989年に更新、発売されたモデルでMk.IIからいくつか仕様が変更されており、ハンマーがロングタイプに変更され、サイトはリアサイト、フロントサイト共にホワイトラインが入った大型のものになり、マガジンはマガジンハウジング内に引っかかることがないようにマウストラップというスプリングが備えられ、これによりマガジンキャッチを押すと強制的に脱落するようになっている。また、不用意なファイアリングピンの前進を防ぐオートマチックファイアリングピンセーフティも組み込まれている。仕上げはハーフマットの黒ペンキ仕上げである。1994年には当時人気の高かった.40S&W弾を使用するモデルも登場した（現在は生産中止）。

### タッシーカスタムハイパワー
カスタムガンメーカーのテリー・タッシーがMk.IIIをベースに製作したカスタムモデル。

#### ロングスライドモデル
サイトはリアサイトがミレット製のアジャスタブルサイト、フロントサイトが背の高いパートリッジタイプのものを備え、トリガーメカニズムは各パーツがシリンダー&スライド社製のカスタムパーツに変更されており、そのトリガーチューンに加え、二つのスライドを溶接したハードクローム仕上げのバースト社製7インチのロングスライド等、総合的に命中精度が高い。

#### ショートスライドモデル
ノバック社製のサイトを備え、トリガーメカニズムは、同じくシリンダー&スライド社のハンマーとセーフティが連動しており、ハンマーを押し戻すとセーフティが掛かり、セーフティを解除するとハンマーが自動でコックされるSFS（Safe Fast Shooting）トリガーシステムを内蔵した軽量なアルミ製フレームにショートスライドを組み合わせたコマンダーサイズモデル。

### FN ハイパワー
2022年に発表された近代化モデル。各部が改良されていたが、シングルアクション式で公用拳銃としては不向きであり、一方従来のハイパワーの愛好家からは「似て非なるもの」として敬遠されてしまい、商業的には成功しなかった。

### その他の派生型

#### FEG FP-9
ハンガリーのFEG社が輸出向けに製造したコピーモデル。仕様は殆ど同じだが、スライドトップにベンチレーテッドリブが設けられている。1980年代、外貨不足に悩まされていた社会主義労働者党政権末期のハンガリー（ハンガリー人民共和国）は、チェコスロバキアのチェスカー・ズブロヨフカ社よりCz75を開発・輸出（西ヨーロッパ）を行い、成功を収めた事で刺激を受け、FEG社は自国の安価な労働力を活用して、ハイパワーをベースとした安価な大型ピストルの製造を企画し、本銃が開発された。しかし、Cz75と異なり、シングルアクションオンリーだった上に外観のアレンジが仇となってバランスが悪く、工作精度も良好では無かった。

#### FEG P-9R
同じく、FEG社製ハイパワーのコピーモデルで、FP-9の失敗を受け、S&W M39に酷似したメカニズムのダブルアクション機構を組み込んだモデル。外観以外は単なるコピーに過ぎなかったFP-9と異なり、一定の成功を収め、グリップフレームを軽合金製としたP-9RA、.45口径モデルのP-45等のバリエーションが展開された。

## 年表
以下、本節ではHPと略。

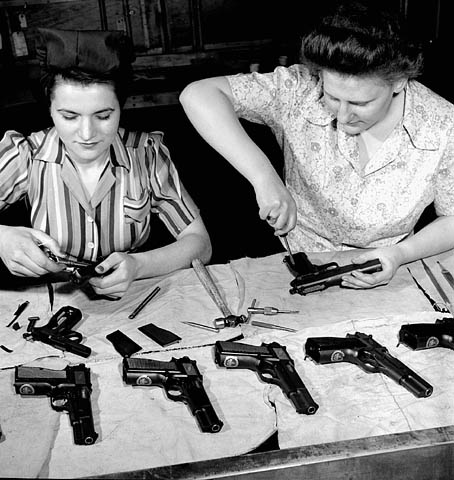
ジョン・イングリス株式会社の工場でHPを組み立てる女性（1944年）

- 1921年 - FN社の依頼により、ジョン・ブローニングがブローバックモデルの試作品を完成。
- 1922年 - ティルトダウンのショートリコイルに改良されたM1922が完成。フランス軍のトライアルでテストされる。
- 1923年 - ストライカー方式をハンマー露出型に改良されたM1923が完成。このモデルからサイーブの設計である。
- 1928年 - M1928試作。
- 1929年 - M1929試作。
- 1933年 - M1933試作。
- 1934年 - 量産タイプ完成。これがHPの完成形である。タンジェントサイトつき。
- 1935年 - ベルギー政府に納入開始。リトアニア軍・ペルー陸軍で制式採用。
- 1940年 - 第二次世界大戦。ドイツ軍によるベルギー侵攻。以後ドイツ軍に接収され、ドイツ軍向け生産開始。固定リアサイト並列生産。
- 1944年 - 連合軍によるベルギー解放。カナダのジョン・イングリス株式会社（英語版）でカナダ製HP生産開始。供給先は中華民国・カナダ・イギリスなど。
- 1947年 - FN社でHP生産再開（以後固定リアサイト）。デンマーク陸軍とインドネシア国軍で制式採用。
- 1952年 - アメリカ軍トライアルにダブルアクションモデルを試作するも不採用。
- 1954年 - アメリカ民間販売開始。
- 1950年 - イギリス軍で採用開始。
- 1958年 - カナダで民間販売開始。
- 1965年 - イギリス軍で制式採用。
- 1973年 - リングハンマーをスパーハンマーに変更。
- 1976年 - アメリカ次期制式ピストルトライアルにHP・DAを出品するも不採用。
- 1977年 - アルゼンチン陸軍・警察で制式採用。
- 2018年 - FN社での製造を終了[6]。
- 2022年 - FN Americaが改良モデル「FN HIGH POWER」を発表[7]。またFNハースタルはユーロサトリにてHPをオマージュした新型拳銃「FN HiPer（英語版）」を発表した[8]。

上記のほか、第三世界・アジア・アフリカ・南アメリカで数多く制式採用されている。
リビアのカダフィ大佐が所持し、自身の殺害に利用された黄金の銃もHP（のカスタム品）とされる。